# Midnapore
Midnapore, Midnapur (beng. মেদিনীপুর) – miasto w Indiach, w stanie Bengal Zachodni, w delcie Gangesu. W 2001 r. miasto to zamieszkiwało 149 769 osób.
W mieście rozwinął się przemysł chemiczny oraz jedwabniczy.